# Campionat del Món d'atletisme de 1993

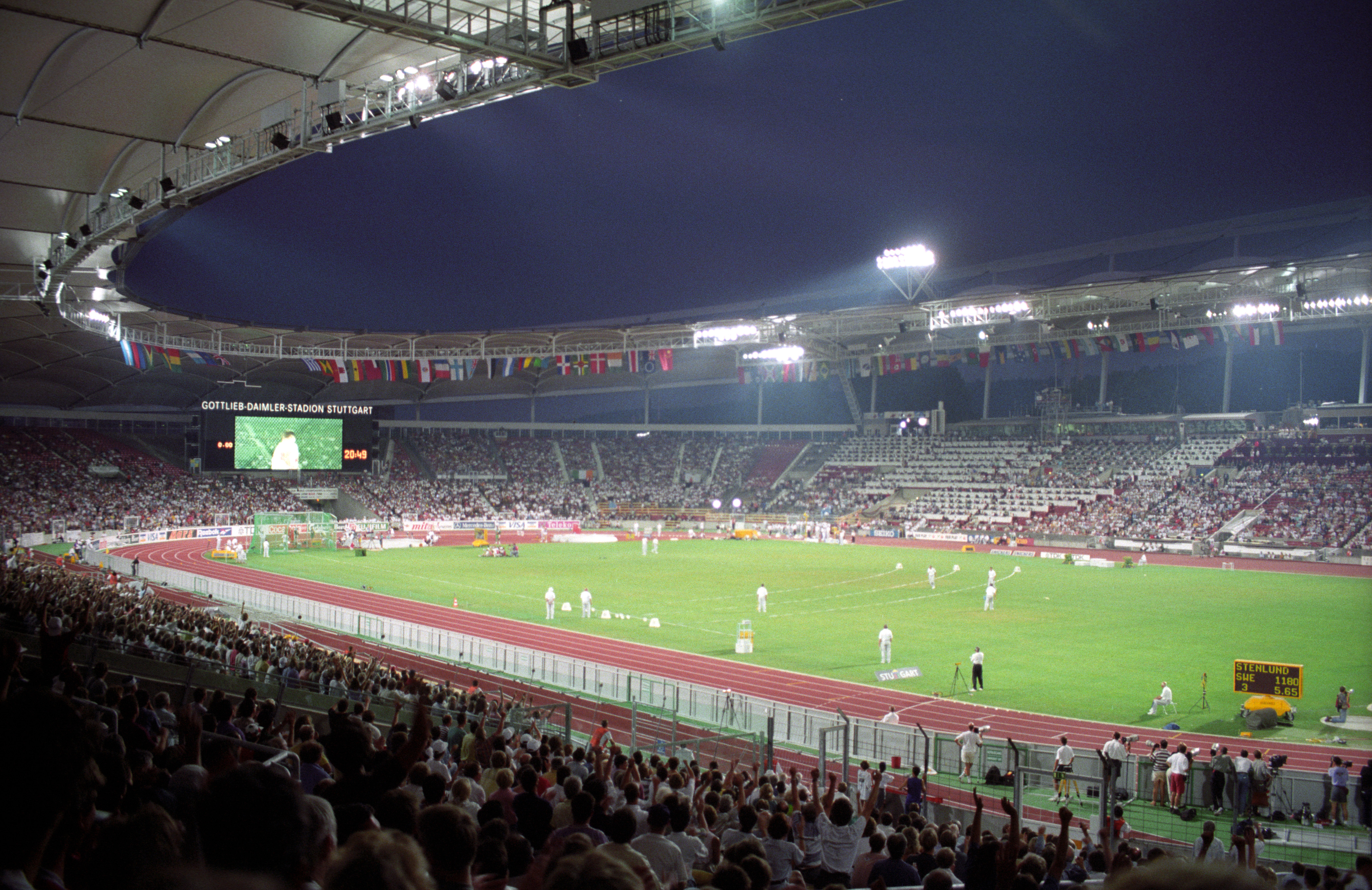
Imatge de l'estadi Gottlieb-Daimler-Stadion, seu de la competició.

El quart campionat del Món d'atletisme, organitzat per l'Associació Internacional de Federacions d'Atletisme, es va celebrar a l'estadi Gottlieb Daimler (ara Mercedes-Benz Arena) de Stuttgart, Alemanya, entre el 13 i el 22 d'agost.
A aquest campionat es va córrer per última vegada els 3.000 metres femenins, ja que al següent campionat va ser substituïda per la cursa de 5.000 metres.

## Resultats masculins

### Pista
1987 |1991 |1993 |1995 |1997
| Prova:                                                                                        | Or:                                                                             | Or:           | Argent:                                                                   | Argent:    | Bronze:                                                              | Bronze:    |
| --------------------------------------------------------------------------------------------- | ------------------------------------------------------------------------------- | ------------- | ------------------------------------------------------------------------- | ---------- | -------------------------------------------------------------------- | ---------- |
| 100 m Detalls                                                                                 | Linford Christie · Regne Unit                                                   | 9.87 (AR)     | Andre Cason · United States                                               | 9.92       | Dennis Mitchell · United States                                      | 9.99       |
| 200 m Detalls                                                                                 | Frankie Fredericks · Namibia                                                    | 19.85 (AR/CR) | John Regis · Regne Unit                                                   | 19.94      | Carl Lewis · United States                                           | 19.99      |
| 400 m Detalls                                                                                 | Michael Johnson · United States                                                 | 43.65         | Butch Reynolds · United States                                            | 44.13      | Samson Kitur · Kenya                                                 | 44.54      |
| 800 m Detalls                                                                                 | Paul Ruto · Kenya                                                               | 1:44.71       | Giuseppe D'Urso · Italy                                                   | 1:44.86    | Billy Konchellah · Kenya                                             | 1:44.89    |
| 1500 m Detalls                                                                                | Noureddine Morceli · Algeria                                                    | 3:34.24       | Fermin Cacho Ruiz · Spain                                                 | 3:35.56    | Abdi Bile · Somalia                                                  | 3:35.96    |
| 5000 m Detalls                                                                                | Ismael Kirui · Kenya                                                            | 13:02.75      | Haile Gebrselassie · Ethiopia                                             | 13:03.17   | Fita Bayisa · Ethiopia                                               | 13:05.40   |
| 10.000 m Detalls                                                                              | Haile Gebrselassie · Ethiopia                                                   | 27:46.02      | Moses Tanui · Kenya                                                       | 27:46.54   | Richard Chelimo · Kenya                                              | 28:06.02   |
| Marató Detalls                                                                                | Mark Plaatjes · United States                                                   | 2:13:57       | Lucketz Swartbooi · Namibia                                               | 2:14:11    | Bert van Vlaanderen · Netherlands                                    | 2:15:12    |
| 110 m tanques Detalls                                                                         | Colin Jackson · Regne Unit                                                      | 12.91 (WR)    | Tony Jarrett · Regne Unit                                                 | 13.00      | Jack Pierce · United States                                          | 13.06      |
| 400 m tanques Detalls                                                                         | Kevin Young · United States                                                     | 47.18         | Samuel Matete · Zambia                                                    | 47.60      | Winthrop Graham · Jamaica                                            | 47.62      |
| 3000 m obstacles Detalls                                                                      | Moses Kiptanui · Kenya                                                          | 8:06.36 (CR)  | Patrick Sang · Kenya                                                      | 8:07.53    | Alessandro Lambruschini · Italy                                      | 8:08.78    |
| 20 km marxa Detalls                                                                           | Valentin Massana · Spain                                                        | 1:22:31       | Giovanni De Benedictis · Italy                                            | 1:23:06    | Daniel Plaza · Spain                                                 | 1:23:18    |
| 50 km marxa Detalls                                                                           | Jesús Ángel García · Spain                                                      | 3:41:41       | Valentin Kononen · Finland                                                | 3:42:02    | Valeriy Spitsyn · Russia                                             | 3:42:50    |
| 4x100 m Detalls                                                                               | Jon Drummond · Andre Cason · Dennis Mitchell · Leroy Burrell · United States    | 37.48         | Colin Jackson · Tony Jarrett · John Regis · Linford Christie · Regne Unit | 37.77 (AR) | Robert Esmie · Glenroy Gilbert · Bruny Surin · Atlee Mahorn · Canada | 37.83 (NR) |
| 4x400 m Detalls                                                                               | Andrew Valmon · Quincy Watts · Butch Reynolds · Michael Johnson · United States | 2:54.29 (WR)  | Kennedy Ochieng · Simon Kemboi · Abednego Matilu · Samson Kitur · Kenya   | 2:59.82    | Rico Lieder · Karsten Just · Olaf Hense · Thomas Schönlebe · Germany | 2:59.99    |
| WR Rècord del món \| CR Rècord del campionat \| AR Rècord del continent \| NR Rècord nacional |                                                                                 |               |                                                                           |            |                                                                      |            |

### Concursos
1987 |1991 |1993 |1995 |1997
| Prova:                                             | Or:                            | Or:        | Argent:                                     | Argent:   | Bronze:                                             | Bronze: |
| -------------------------------------------------- | ------------------------------ | ---------- | ------------------------------------------- | --------- | --------------------------------------------------- | ------- |
| Salt de llargada Detalls                           | Mike Powell · United States    | 8.59       | Stanislav Tarasenko · Russia                | 8.16      | Vitaliy Kirilenko · Ukraine                         | 8.15    |
| Triple salt Detalls                                | Mike Conley · United States    | 17.86      | Leonid Voloshin · Russia                    | 17.65     | Jonathan Edwards · Regne Unit                       | 17.44   |
| Salt d'alçada Detalls                              | Javier Sotomayor · Cuba        | 2.40 (CR)  | Artur Partyka · Poland                      | 2.37      | Steve Smith · Regne Unit                            | 2.37    |
| Salt amb perxa Detalls                             | Sergey Bubka · Ukraine         | 6.00 (CR)  | Grigori Aleksàndrovitx Iegorov · Kazakhstan | 5.90 (AR) | Maksim Taràssov · Russia · Igor Trandenkov · Russia | 5.80    |
| Llançament de pes Detalls                          | Werner Günthör · Switzerland   | 21.97      | Randy Barnes · United States                | 21.80     | Oleksandr Bagach · Ukraine                          | 20.40   |
| Llançament de disc Detalls                         | Lars Riedel · Germany          | 67.72      | Dmitriy Shevchenko · Russia                 | 66.90     | Jürgen Schult · Germany                             | 66.12   |
| Llançament de martell Detalls                      | Andrei Abduvalíev · Tajikistan | 81.64 (AR) | Igor Astapkovich · Belarus                  | 79.88     | Tibor Gecsek · Hungary                              | 79.54   |
| Llançament de javelina Detalls                     | Jan Železný · Czech Republic   | 85.98 (CR) | Kimmo Kinnunen · Finland                    | 84.78     | Mick Hill · Regne Unit                              | 82.96   |
| Decatló Detalls                                    | Dan O'Brien · United States    | 8817 (CR)  | Eduard Hämäläinen · Belarus                 | 8724      | Paul Meier · Germany                                | 8548    |
| CR Rècord del campionat \| AR Rècord del continent |                                |            |                                             |           |                                                     |         |

Michael Stulce, dels Estats Units, va quedar tercer a la final de llançament de pes, però va ser desqualificat per donar positiu amb un excés de testosterona i mestenolona.

## Resultats femenins

### Curses
1987 |1991 |1993 |1995 |1997
| Prova:                                                                  | Or:                                                                                        | Or:           | Argent:                                                                                | Argent:    | Bronze:                                                                        | Bronze:  |
| ----------------------------------------------------------------------- | ------------------------------------------------------------------------------------------ | ------------- | -------------------------------------------------------------------------------------- | ---------- | ------------------------------------------------------------------------------ | -------- |
| 100 m Detalls                                                           | Gail Devers · United States                                                                | 10.82 (CR)    | Merlene Ottey · Jamaica                                                                | 10.82 CR   | Gwen Torrence · United States                                                  | 10.89    |
| 200 m Detalls                                                           | Merlene Ottey · Jamaica                                                                    | 21.98         | Gwen Torrence · United States                                                          | 22.00      | Irina Privalova · Russia                                                       | 22.13    |
| 400 m Detalls                                                           | Jearl Miles-Clark · United States                                                          | 49.82         | Natasha Kaiser-Brown · United States                                                   | 50.17      | Sandie Richards · Jamaica                                                      | 50.44    |
| 800 m Detalls                                                           | Maria de Lurdes Mutola · Mozambique                                                        | 1:55.43 (AR)  | Liubov Gúrina · Russia                                                                 | 1:57.10    | Ella Kovacs · Romania                                                          | 1:57.92  |
| 1500 m Detalls                                                          | Liu Dong · Xina                                                                            | 4:00.50       | Sonia O'Sullivan · Irlanda                                                             | 4:03.48    | Hassiba Boulmerka · Algeria                                                    | 4:04.29  |
| 3000 m Detalls                                                          | Qu Yunxia · Xina                                                                           | 8:28.71 (CR)  | Zhang Linli · Xina                                                                     | 8:29.25    | Zhang Lirong · Xina                                                            | 8:31.95  |
| 10000 m Detalls                                                         | Wang Junxia · Xina                                                                         | 30:49.30 (CR) | Zhong Huandi · Xina                                                                    | 31:12.55   | Sally Barsosio · Kenya                                                         | 31:15.38 |
| Marató Detalls                                                          | Junko Asari · Japan                                                                        | 2:30:03       | Manuela Machado · Portugal                                                             | 2:30.54    | Tomoe Abe · Japan                                                              | 2:31:01  |
| 100 m tanques Detalls                                                   | Gail Devers · United States                                                                | 12.46 (AR)    | Marina Azyabina · Russia                                                               | 12.60      | Lynda Tolbert · United States                                                  | 12.67    |
| 400 m tanques Detalls                                                   | Sally Gunnell · Regne Unit                                                                 | 52.74 (WR)    | Sandra Farmer-Patrick · United States                                                  | 52.79 (AR) | Margarita Ponomaryova · Russia                                                 | 53.48    |
| 10 km marxa Detalls                                                     | Sari Essayah · Finland                                                                     | 42:59         | Ileana Salvador · Italy                                                                | 43:08      | Encarna Granados · Spain                                                       | 43:21    |
| 4x100 m Detalls                                                         | Olga Bogoslovskaya · Galina Maltchouguina · Natalya Voronova · Irina Privalova · Russia    | 41.49 (CR)    | Michelle Finn · Gwen Torrence · Wendy Vereen · Gail Devers · United States             | 41.49 (CR) | Michelle Freeman · Juliet Campbell · Nicole Mitchell · Merlene Ottey · Jamaica | 41.94    |
| 4x400 m Detalls                                                         | Gwen Torrence · Maicel Malone-Wallace · Natasha Kaiser · Jearl Miles-Clark · United States | 3:16.71 (CR)  | Yelena Rouzina · Tatyana Alekseyeva · Margarita Ponomaryova · Irina Privalova · Russia | 3:18.38    | Linda Keough · Phylis Smith · Tracy Goddard · Sally Gunnell · Regne Unit       | 3:23.41  |
| WR Rècord del món \| CR Rècord del campionat \| AR Rècord del continent |                                                                                            |               |                                                                                        |            |                                                                                |          |

### Concursos
1987 |1991 |1993 |1995 |1997
| Prova:                         | Or:                                  | Or:        | Argent:                      | Argent: | Bronze:                      | Bronze: |
| ------------------------------ | ------------------------------------ | ---------- | ---------------------------- | ------- | ---------------------------- | ------- |
| Salt de llargada Detalls       | Heike Drechsler · Germany            | 7.11       | Larisa Berezhnaya · Ukraine  | 6.98    | Renata Nielsen · Denmark     | 6.76    |
| Triple salt Detalls            | Anna Biryukova · Russia              | 15.09 (WR) | Yolanda Chen · Russia        | 14.70   | Iva Prandzheva · Bulgaria    | 14.23   |
| Salt d'alçada Detalls          | Ioamnet Quintero · Cuba              | 1.99       | Silvia Costa · Cuba          | 1.97    | Sigrid Kirchmann · Austria   | 1.97    |
| Llançament de pes Detalls      | Huang Zhihong · Xina                 | 20.57      | Svetlana Krivelyova · Russia | 19.97   | Kathrin Neimke · Germany     | 19.71   |
| Llançament de disc Detalls     | Olga Chernyavskaya · Russia          | 67.40      | Daniela Costian · Australia  | 65.36   | Min Chunfeng · Xina          | 65.26   |
| Llançament de javelina Detalls | Trine Hattestad · Norway             | 69.18      | Karen Forkel · Germany       | 65.80   | Natalya Shikolenko · Belarus | 65.64   |
| Heptatló Detalls               | Jackie Joyner-Kersee · United States | 6837       | Sabine Braun · Germany       | 6797    | Svetlana Buraga · Belarus    | 6635    |
| WR Rècord del món              |                                      |            |                              |         |                              |         |

### Medaller
| Posició | País           | Or | Argent | Bronze | Total |
| 1.      | United States  | 13 | 7      | 5      | 25    |
| 2.      | Xina           | 4  | 2      | 2      | 8     |
| 3.      | Russia         | 3  | 8      | 5      | 16    |
| 4=      | Regne Unit     | 3  | 3      | 4      | 10    |
| 4=      | Kenya          | 3  | 3      | 4      | 10    |
| 6.      | Germany        | 2  | 2      | 4      | 8     |
| 7.      | Spain          | 2  | 1      | 2      | 5     |
| 8.      | Cuba           | 2  | 1      | 0      | 3     |
| 9.      | Finland        | 1  | 2      | 0      | 3     |
| 10.     | Jamaica        | 1  | 1      | 3      | 5     |
| 11.     | Ukraine        | 1  | 1      | 2      | 4     |
| 12.     | Ethiopia       | 1  | 1      | 1      | 3     |
| 13.     | Namibia        | 1  | 1      | 0      | 2     |
| 14=     | Algeria        | 1  | 0      | 1      | 2     |
| 14=     | Japan          | 1  | 0      | 1      | 2     |
| 16=     | Czech Republic | 1  | 0      | 0      | 1     |
| 16=     | Mozambique     | 1  | 0      | 0      | 1     |
| 16=     | Norway         | 1  | 0      | 0      | 1     |
| 16=     | Switzerland    | 1  | 0      | 0      | 1     |
| 16=     | Tajikistan     | 1  | 0      | 0      | 1     |
| 21.     | Italy          | 0  | 3      | 1      | 4     |
| 22.     | Belarus        | 0  | 1      | 2      | 3     |
| 23=     | Australia      | 0  | 1      | 0      | 1     |
| 23=     | Irlanda        | 0  | 1      | 0      | 1     |
| 23=     | Kazakhstan     | 0  | 1      | 0      | 1     |
| 23=     | Poland         | 0  | 1      | 0      | 1     |
| 23=     | Portugal       | 0  | 1      | 0      | 1     |
| 23=     | Zambia         | 0  | 1      | 0      | 1     |
| 29=     | Austria        | 0  | 0      | 1      | 1     |
| 29=     | Bulgaria       | 0  | 0      | 1      | 1     |
| 29=     | Canada         | 0  | 0      | 1      | 1     |
| 29=     | Denmark        | 0  | 0      | 1      | 1     |
| 29=     | Hungary        | 0  | 0      | 1      | 1     |
| 29=     | Netherlands    | 0  | 0      | 1      | 1     |
| 29=     | Romania        | 0  | 0      | 1      | 1     |
| 29=     | Somalia        | 0  | 0      | 1      | 1     |